# Tomáš Klíma (lékař)
Tomáš Klíma (10. září 1931, Baltimore, USA – 7. července 2022, Houston, USA) byl americký lékař a filantrop českého původu, odborník v oboru transplantační medicíny, specialista na kardiovaskulární patologii.
V roce 1991 zahájil výměnný program pro mladé české lékaře na špičkových amerických medicínských pracovištích. Jeho práce byla odměněna řadou ocenění, je mj. nositelem Medaile Za zásluhy.

## Životopis
Tomáš Klíma se narodil v USA. Většinu života prožil v Houstonu. V roce 1991 zahájil program výměnných stipendijních stáží mezi Texas Medical Center a 1. a 2. lékařskou fakultou UK v Praze, pro který ve Spojených státech získával sponzory. Téměř 200 českých lékařů se díky němu a jeho štědrosti mohlo dostat na přední americká pracoviště, a seznámit se tak s nejmodernějšími léčebnými postupy.
Výměnný program pojmenoval Klíma po svém otci Jaroslavovi. Ten na začátku 30. let díky stipendiu Rockefellerovy nadace získával zkušenosti v Johns Hopkins Hospital v Baltimore, a poté pracoval ve Státním zdravotním ústavu. Byl popraven během heydrichiády v červenci 1942.
Manželka Dr. Marcela Klímová M.D. (1930-2014, Praha) i dcera Dr. Eva Klímová Colao M.D. (1963-2019) měly blízký vztah k České (Československé) republice, kterou s Tomášem Klímou často navštěvovaly. Tomáš Klíma miloval vážnou hudbu.
Zemřel ve věku 90 let v Houstonu v USA.

## Ocenění
- Pamětní medaile Karlovy univerzity (1998)
- Medaile Za zásluhy o stát v oblasti výchovy a vědy udělená v roce 2007 prezidentem Václavem Klausem.[2]
- Cena Neuron za přínos světové vědě (2011)[4]

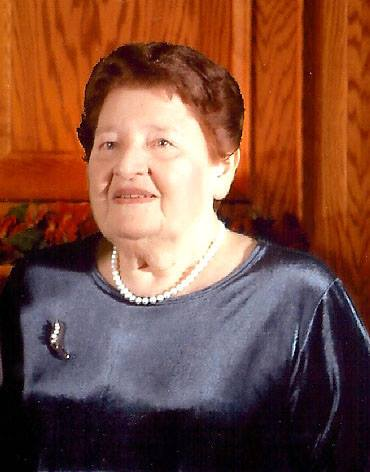
Manželka Dr. Marcela Klima M.D.

- Medaile 1. a 2. LF UK Praha

### Reference

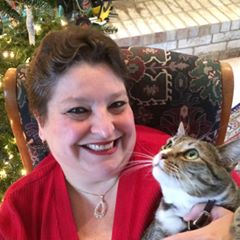
Dcera Dr. Eva Klímová - Colao M.D.